# Sainte-Nathalène
Sainte-Nathalène is een gemeente in het Franse departement Dordogne (regio Nouvelle-Aquitaine) en telt 495 inwoners (2004). De plaats maakt deel uit van het arrondissement Sarlat-la-Canéda.

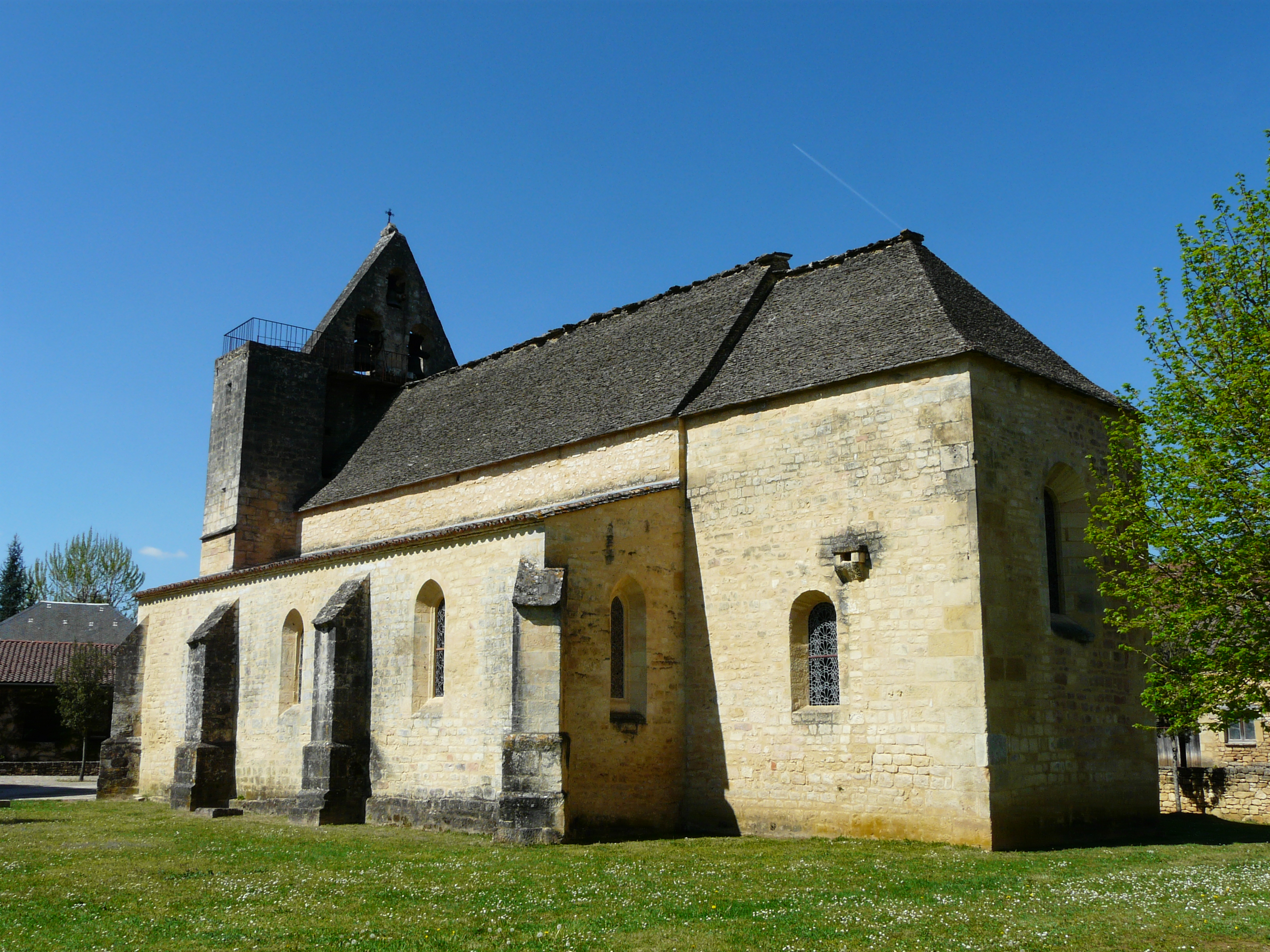
Kerk van Sainte-Nathalène
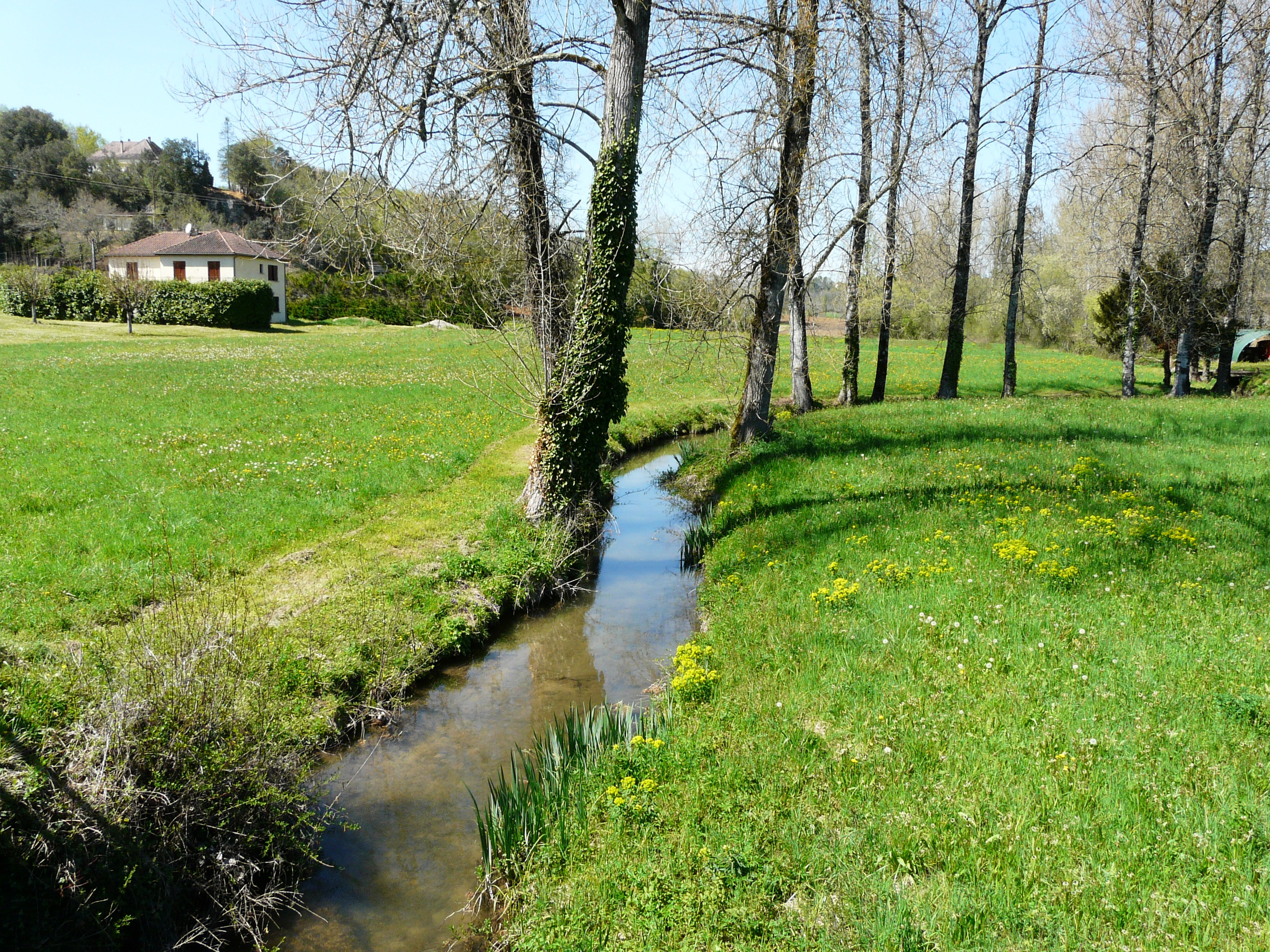
Landschap

## Geografie
De oppervlakte van Sainte-Nathalène bedraagt 13,5 km², de bevolkingsdichtheid is 36,7 inwoners per km².
De onderstaande kaart toont de ligging van Sainte-Nathalène met de belangrijkste infrastructuur en aangrenzende gemeenten.

## Demografie
Onderstaande figuur toont het verloop van het inwonertal (bron: INSEE-tellingen).